# 마키노 다다아쓰

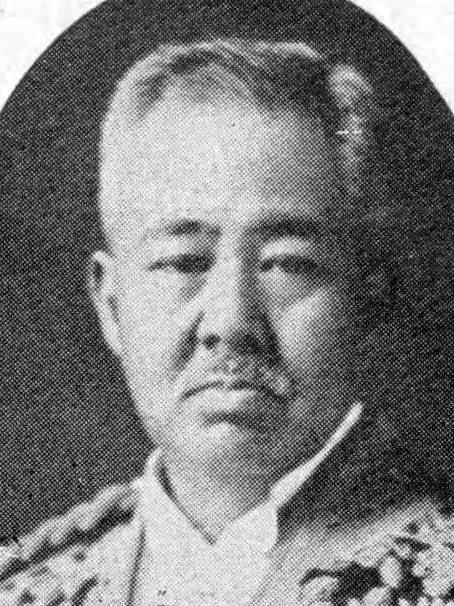
마키노 다다아쓰

마키노 다다아쓰(일본어: 牧野忠篤)는 일본의 화족, 정치인이다. 작위는 종2위 훈2등 자작. 옛 에치고 나가오카 번 마키노 자작가 당주(옛 나가오카 번 마키노 가 제15대 당주). 니가타현 나가오카시 초대 시장. 일본석유 중역.
1870년 도쿄부에서 옛 나가오카 번주 마키노 다다유키(牧野忠恭)의 5남으로 태어났다.
|  | 제1대 (나가오카)마키노 자작가 당주 1884년 ~ 1935년 | 후임 마키노 다다나가 |